# 天竺
天竺（てんじく）とは、中国・日本など漢字文化圏で用いられたインドの旧名である。ただし、日本で歴史的に用いられた「天竺」という語はインドやその周辺地域を指すとは限らず、中国よりも遠い地域を漠然と指して用いられたものもあれば、神話的・空想的世界として用いられたものもある。

## 「天竺」という語

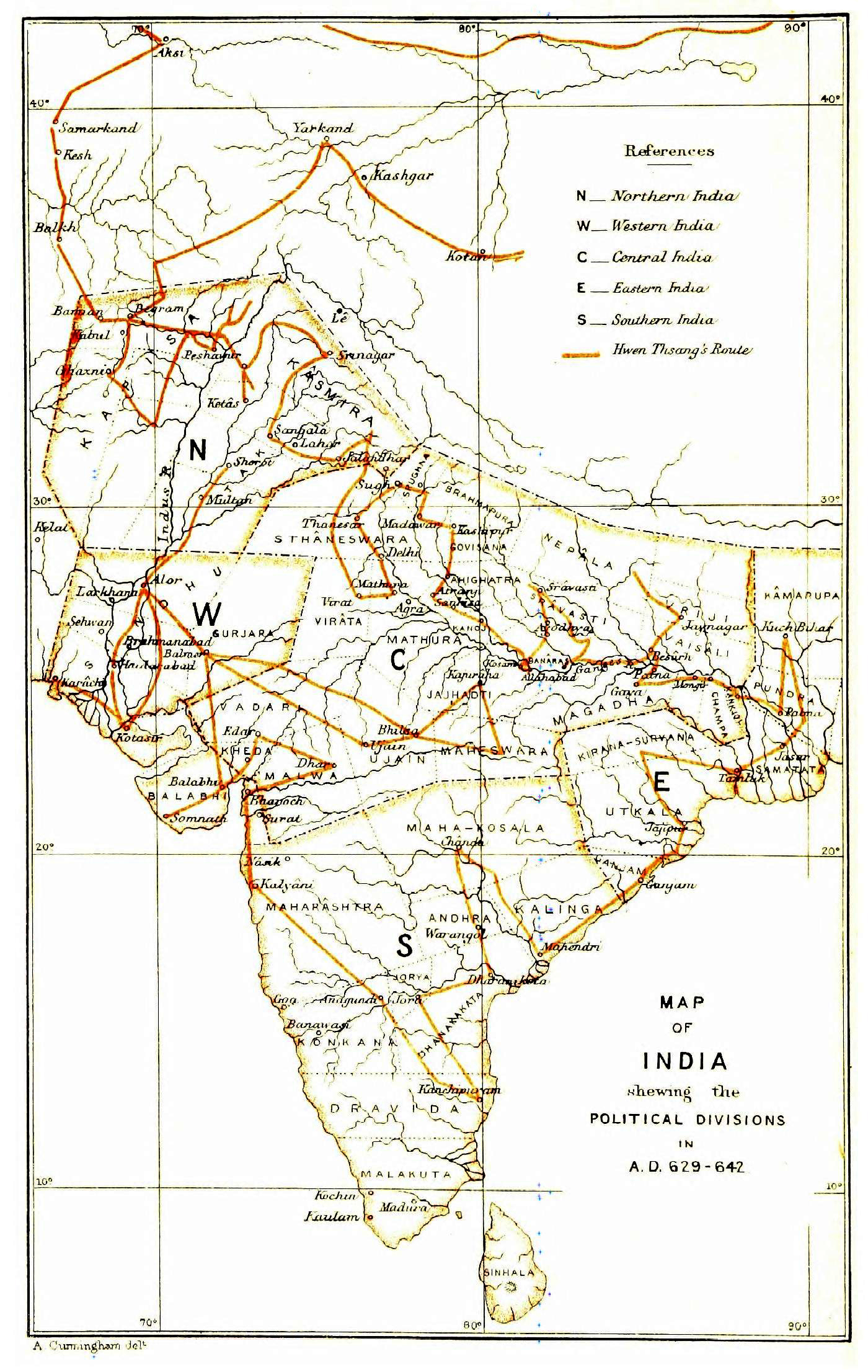
玄奘『大唐西域記』の記述をもとに描かれた歴史地図（アレキサンダー・カニンガムの"The Ancient Geography of India"（1871年）に収録）。図中のC, N, E, S, W は、『大唐西域記』に記された中印度・北印度・東印度・南印度・西印度のおおよその領域を、赤色の線は玄奘の旅行路を示す。

### 由来
中国人がインドに関する知識を得たのは、張騫の中央アジア（後年の用語で言う西域）探検によってであった。司馬遷の『史記』では、インドを身毒（しんどく）の名で記している（大宛列伝、西南夷列伝）。天竺の名は『後漢書』に見える（西域伝「天竺国、一名身毒、在月氏之東南数千里」）。また天篤という字も使われた。
インダス川のことをサンスクリットで Sindhu、イラン語派では Hindu と呼んだ。またイラン語派の言語ではインドのことをインダス川にちなんで Hinduka と呼んだ。「身毒」も「天竺」も、この Sindhu ないしは Hinduka に漢字を宛てたものである。漢字「天」は、漢代には hen, hin といった音であったという推定がある。
日本では天竺を「テンジク」と読む慣習読みが普通であるが、竺は「ジク」の他に「トク」の音もあり、毒、篤などと同系統の音訳であるとわかる。

### 五天竺
天竺は、中天竺・北天竺・東天竺・南天竺・西天竺の5つに分けられるとされ、合わせて「五天竺」と呼ばれた（中天竺を「中天」、西天竺を「西天」と呼ぶように、天竺を天と縮約した表現でも呼ばれる）。唐代の新羅出身の僧・慧超の旅行記『往五天竺国伝』にある「五天竺国」とはこれである。北宋代に成立した『冊府元亀』の朝貢記録によれば、則天武后の頃に五天竺の国王が中国に来貢したとある。日本では仏教的世界観を描いた地図として「五天竺図」（「天竺図」）も描かれた。
五天竺は本来地理的な呼称であったが、釈迦が活動領域とした「中天竺」を中心とする思想的な意義づけも行われた。「南天竺」は龍樹（ナーガールジュナ）の出身地であり、「南天竺鉄塔伝承」が密教では重要視された。

### 竺姓
「竺」の字は、インド方面から中国に渡来した人の姓としても使われた（竺法護）。また、仏教の僧侶が竺姓を名乗ることもあった（竺道生）。

### 「天竺」から「印度」へ
後に、音韻変化によって天竺や身毒が Hindu と音の違いが大きくなると、賢豆という字もあてられた。
天竺にかわって印度の語をはじめて用いたのは玄奘であるが、玄奘はこの語をサンスクリット indu （月）に由来するとしている。また、この語をインドラの町を意味する Indravardhana に結びつける説も現れた。唐代以降の中国では印度の呼称が一般的になったが、日本では古代から明治にいたるまで天竺の呼称が用いられた。

## 日本における「天竺」概念

### 仏教発祥の地としての「天竺」
日本において、「天竺」の概念は仏教とともに広まった。
奈良時代の736年に来日し、東大寺の大仏の開眼供養会の導師をつとめた菩提僊那（ボーディセーナ）は、「南天竺」の婆羅門（バラモン）階級出身の僧侶であったと伝えられる。
9世紀の中国（唐）の詩人・段成式による随筆『酉陽雑俎』によれば、段成式と面識のあった金剛三昧と呼ばれる日本僧は、中国から西域を経由して中天（中天竺）を訪れたという。9世紀後半には、僧侶であった高岳親王が中国から天竺を目指したが、その途中「羅越国」（マレー半島南端付近）で没したとされる。
13世紀初頭の明恵は天竺訪問を強く志し、玄奘の『大唐西域記』をもとに長安から王舎城（ラージギル）までの旅行計画を立てたものの、反対を受けて果たせなかったというエピソードが知られる。仏教発祥の地である「天竺」＝インドは、日本人にとっては長らく到達不可能と言える、はるか遠い国であった。

### 「三国世界観」のなかの「天竺」
平安時代後期、日本の国家・王権が対外関係と距離を置くようになると、世界は本朝（日本）・震旦（中国）・天竺から構成されるとする世界認識（「三国世界観」と呼ばれる）が生まれ、12世紀ごろには日本社会に定着した。たとえば『今昔物語集』は天竺・震旦・本朝の三部で構成されている。『義経記』八巻には「真に我が朝の事は言ふに及ばず、唐土天竺にも主君に志深き者多しと雖も、斯かる例なしとて、三国一の剛の者と言はれしぞかし」という文言が見える。
三国世界観のもとでの「天竺」は、釈迦が生まれ仏教が発祥した国と意識されていたものの多分に空想的な世界であり、中国よりも遠くにある地域が漠然と「天竺」と呼ばれた。

### 「天竺」の地理概念と現実のインドの乖離
インドにおいてはさまざまな理由でインド仏教が衰退し（インドにおける仏教の衰退参照）、13世紀には決定的に没落したとされる。一方、8世紀にインドに波及したイスラム教は、次第に勢力を広げた（インドにおけるイスラーム参照）。ヨーロッパ人がアジア海域に登場するまで、インド洋から南シナ海にかけての交易は、インド出身者を含むムスリム（イスラム教徒）によって主導された。
中世の日本では、いわゆる「倭寇」の活動や、琉球人たちの貿易活動などを通して東南アジアへの知見を得るようになるが、これによって東南アジアも「天竺」と呼ばれる地域に含まれることとなった。日本の室町時代に活動した商人の楠葉西忍は、1374年に来日した「天竺人」の「ヒジリ」と日本人女性の間に生まれた子であるが、この「天竺」もインドを指すとは限らず、インド人とする説のほかにアラビア人・ペルシア人・マレー人・琉球人などの諸説がある。
16世紀半ば、インドに拠点を築いたヨーロッパ人が日本に到来した。フランシスコ・ザビエルらによるキリスト教布教の初期、キリスト教は仏教の一派「天竺宗」であると受け取られたという。ヨーロッパ人（日本では「南蛮人」と認識されるようになった）のもたらした地理認識によって、インド亜大陸は「いんぢあ」などの地名で把握されるようになり、インド亜大陸と「天竺」は一致しなくなった。一方で、仏教の盛んな東南アジアを、仏教発祥の地である「天竺」と見なす認識が強まった。たとえば、16世紀末から17世紀初頭に作成された地図には、インドに「南蛮」、シャム（現在のタイ）付近に「天竺」と地名を記すものも存在する。
元和年間に「交趾国」（現在のベトナム中部）に漂着した茶屋新六（茶屋新六郎）は、ダナンの五行山を達磨大師の生誕地と考えた。カンボジアのアンコール・ワットには、寛永9年（1632年）に訪問した森本一房（右近太夫）をはじめ、日本人参拝者の墨書（落書き）が複数遺されているが、彼らはアンコール・ワットを祇園精舎と信じていた。寛永年間に2度にわたり朱印船でシャム（現在のタイ。当時はアユタヤ王朝）に渡航した播磨国高砂の徳兵衛（後世「天竺徳兵衛」の名で呼ばれる人物）は、自らが「天竺」の「まがた国」に渡ったと認識しており、徳兵衛が書いたとされる渡航譚には「中天竺の名」として「とんきん」（トンキン）・「かうち」（交趾）・「ちやむは」（チャンパ）・「るすん」（ルソン）・「かほうちや」（カンボジア）の地名を列記している。寛永3年（1626年）に山田長政が静岡の浅間神社に奉納した絵馬には「天竺暹羅国住居」と記されており、山田長政は自分を「天竺」に含まれる「暹羅国（シャム）」に住んでいると認識していた。
再びインド亜大陸と「天竺」の認識が結びつくのは、1602年に中国で作成された『坤輿万国全図』が日本に紹介されて以後となる。

### 「天竺」の名称で呼ばれるもの
日本では原義から離れて、はるか彼方の異国から渡来した珍しい品物に対して、天竺という接頭辞を付けるという使い方も生まれた。
ダリアのことをかつて「天竺牡丹」と呼んだが、これはダリアが日本にはオランダ人によってもたらされたからである。
一般にモルモットと呼ばれる齧歯類は「テンジクネズミ（天竺鼠）」の名でも呼ばれるが、江戸時代にオランダ人によって日本にもたらされたもので、原産地は南アメリカ大陸である。
平織の綿織物の一種に「天竺木綿」と呼ばれるもの（単に「天竺」とも言う）があるが、これについてははじめインドから日本に輸入されたからとも、外来のものの意味ともいう。
このほか、味噌の中に唐辛子を入れたものを「天竺味噌」と呼ぶなど、「唐過ぎる（＝辛すぎる）と天竺に至る」という洒落をきかせた命名もあった。

### 大衆文化と「天竺」
現代日本では、『西遊記』で玄奘ら一行が取経に向かった地は「天竺」と認識することが多い。ただし『西遊記』原文には天竺の語はあまり現れず、通常は西天（『西天竺』の略）と呼んでいる。